# Coscinaraea ostraeformis
Espèce
Statut CITES
Coscinaraea ostraeformis est une espèce de coraux appartenant à la famille des Coscinaraeidae.